# Grace Mirabella
Grace Mirabella (Newark (Nueva Jersey), 10 de junio de 1929-23 de diciembre de 2021) fue una escritora estadounidense, fue editora en jefe de la revista Vogue. Comenzó a trabajar en Vogue en la década de 1950 y se desempeñó como editora en jefe entre 1971 y 1988. Su publicación personal, Mirabella, fue creada en 1989 y cerró en 2000 con el apoyo financiero de Rupert Murdoch. 

## Primeros años
Nació en Newark, Nueva Jersey, de padres de ascendencia italiana. Con un padre dedicado al juego de apuestas y una madre feminista, Mirabella llevó su fuerza y resistencia al mundo de la moda, donde vio la moda como una forma de mostrar evidencia de que una mujer puede alcanzar el poder. Se graduó por Skidmore College en junio de 1950, especializándose en Economía.

## Carrera
Comenzó su carrera trabajando en una tienda de ropa deportiva para amigos de la familia. Después de la universidad, ocupó varios puestos junior en el negocio minorista, incluso en Macy's como aprendiz ejecutiva y en Saks Fifth Avenue como asistenta del gerente de promoción de ventas. En 1952, Mirabella fue contratada como asistenta en Vogue, donde fue promovida rápidamente.
Durante la mayor parte de la década de 1960, ocupó el cargo de editora en jefe asociada con Diana Vreeland. Finalmente, en 1971, fue ascendida a editora en jefe. Cuando llegó Mirabella, Vogue recibió un cambio; la sensación relajada de la década de 1970 dirigió su estilo, y ella agregó una sensación más informal que contrastaba con la forma en que la revista había sido definida en sus primeros años.
Debido a la recesión en los Estados Unidos en la década de 1970, Mirabella utilizó más editoriales que abordaban ropa asequible y elegante para mujeres. Mirabella se destacó por traer y mostrar diseños de Halston, Saint Laurent, Geoffrey Beene y Ralph Lauren. Durante su permanencia en Vogue, aumentó los ingresos a $79.5 millones y aumentó la circulación de la revista a 1.2 millones.
El propietario de Condé Nast, Samuel Irving Newhouse Jr. la reemplazó como editora en jefe por Anna Wintour en 1988. Según la biógrafa de Newhouse, Carol Felsenthal, nadie le contó personalmente a Mirabella sobre su despido; lo descubrió a través de las noticias. Hubo numerosas razones por las cuales Newhouse despidió a Mirabella. Sin embargo, el principal que circuló y que luego se discutió en su autobiografía, In and Out of Vogue, fue que Newhouse quería ir con una mujer de aspecto más joven que no confiara en nadie más que en el propio Newhouse.
En la década de 1990, publicó su propia revista, Mirabella, con la ayuda financiera de Rupert Murdoch. La revista estaba dirigida a mujeres de 30 y 40 años, con un mayor enfoque en consejos de estilo de vida y ropa informal. Los modelos de portada y editoriales eran típicamente menos conocidos y tenían proporciones más promedio. La revista tuvo 400 000 lectores al inicio, su reputación se vio impulsada por el propio pedigrí de Grace como exeditora de Vogue, pero en los años subsiguientes disminuyeron los lectores y los ingresos. Su última edición fue en 2000.

## Trabajo notable
Durante su tiempo como editora en jefe de Vogue, la circulación de la revista aumentó de 400 000 copias a 1.2 millones. Los ingresos por publicidad en el momento de su despido de Vogue fueron de $79.5 millones, para ser comparados con los de Elle de $39 millones.
Su autobiografía, In and Out of Vogue, le dio una idea de sus relaciones con las diferentes personas con las que trabajó, como Diana Vreeland, Andy Warhol y Samuel Irving Newhouse Jr.  El fotógrafo de moda Helmut Newton publicó varios editoriales notables en la revista desde 1971 hasta el final de Grace Mirabella en la revista. Además, Richard Avedon fotografió la mayoría de las portadas y otros fotógrafos, como Patrick Demarchelier, Arthur Elgort, Albert Watson, Denis Piel y Chris von Wangenheim publicaron varios ejemplos de sus primeros trabajos en sus ediciones.

## Vida personal
Se casó con el cirujano William Cahan en noviembre de 1976, quedando viuda en 2000. Falleció el 23 de diciembre de 2021 a los noventa y un años.